# Ангольська жирафа
Ангольська жирафа ( Giraffa angolensis  або Giraffa camelopardalis angolensis або Giraffa giraffa angolensis ), також відома як намібійська жирафа або димчаста жирафа, є підвидом південної жирафи, яка зустрічається в північній Намібії, південно-західній Замбії, Ботсвані та західному Зімбабве, а з середини 2023 року знову в Анголі.

## Таксономія
Генетичне дослідження цього підвиду 2009 року свідчить про те, що популяції північної частини пустелі Наміб і Національного парку Етоша утворюють окремий підвид. Однак генетичні дослідження на основі мітохондріальної ДНК не підтверджують поділ на два підвиди південної жирафи. 

## Опис
Цей підвид має великі коричневі плями з дещо зазубреними або кутастими краями. Плями поширюються на всі ноги, але не на верхню частину обличчя. Плями на шиї та крупі, як правило, досить маленькі.

## Середовище проживання
Ангольські жирафи населяють найбільш посушливі райони півдня Африки, такі як пустеля Наміб.

## Охорона
За оцінками, в дикій природі залишилося приблизно 13 000 тварин; і близько 20 утримуються в зоопарках.

## Галерея

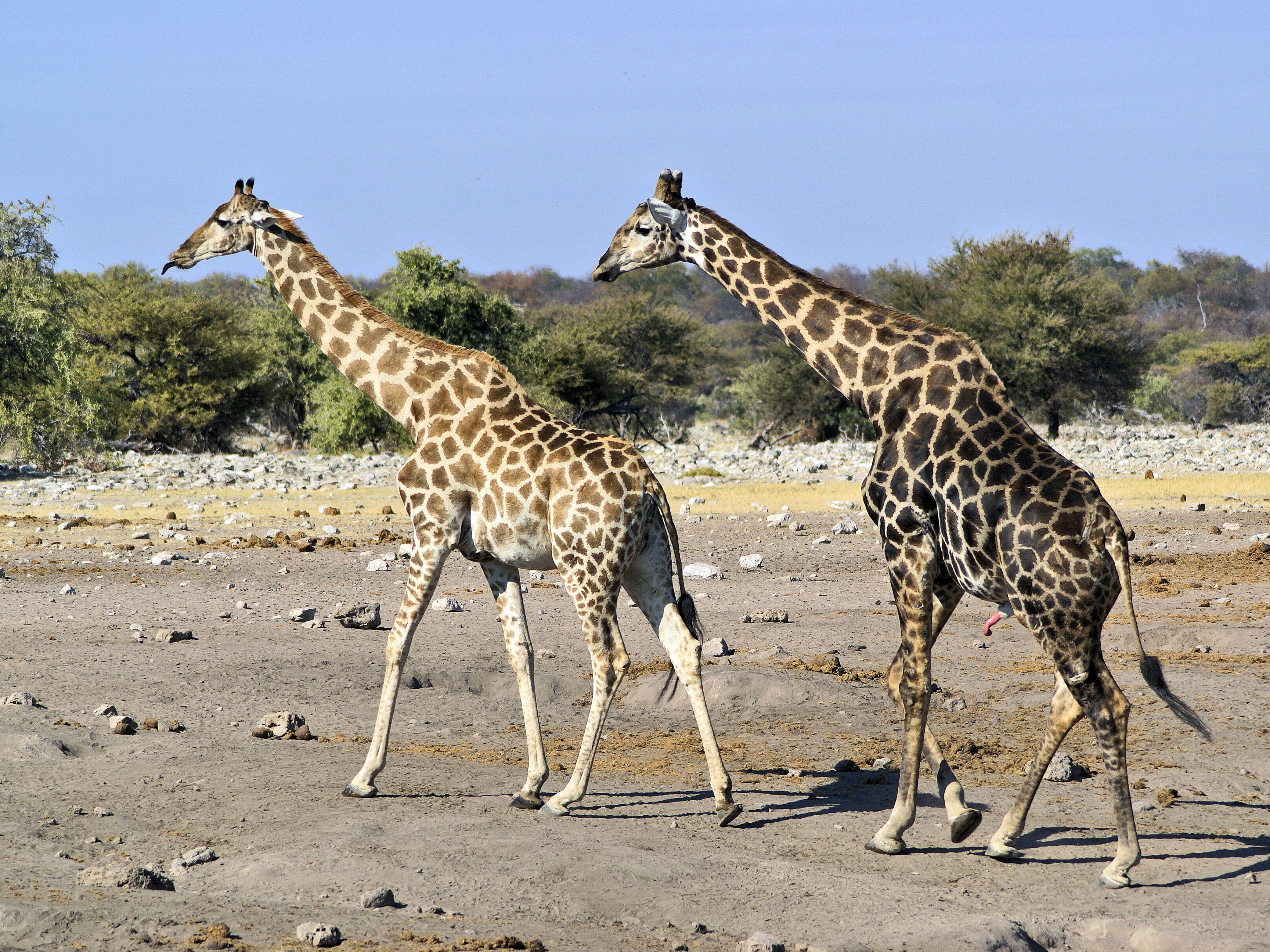
Залицяння Національний парк Етоша
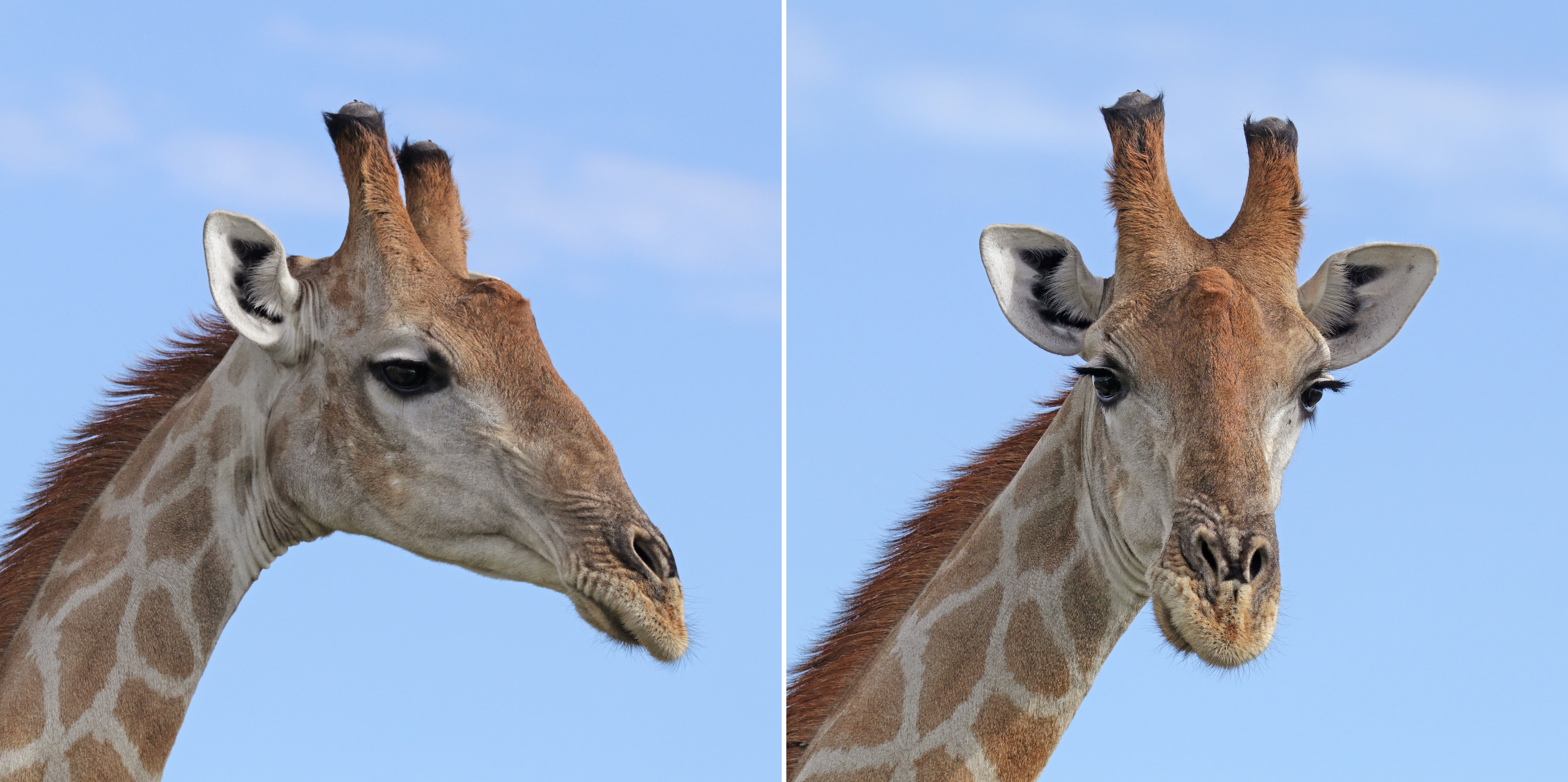
Самець  Національний парк Етоша
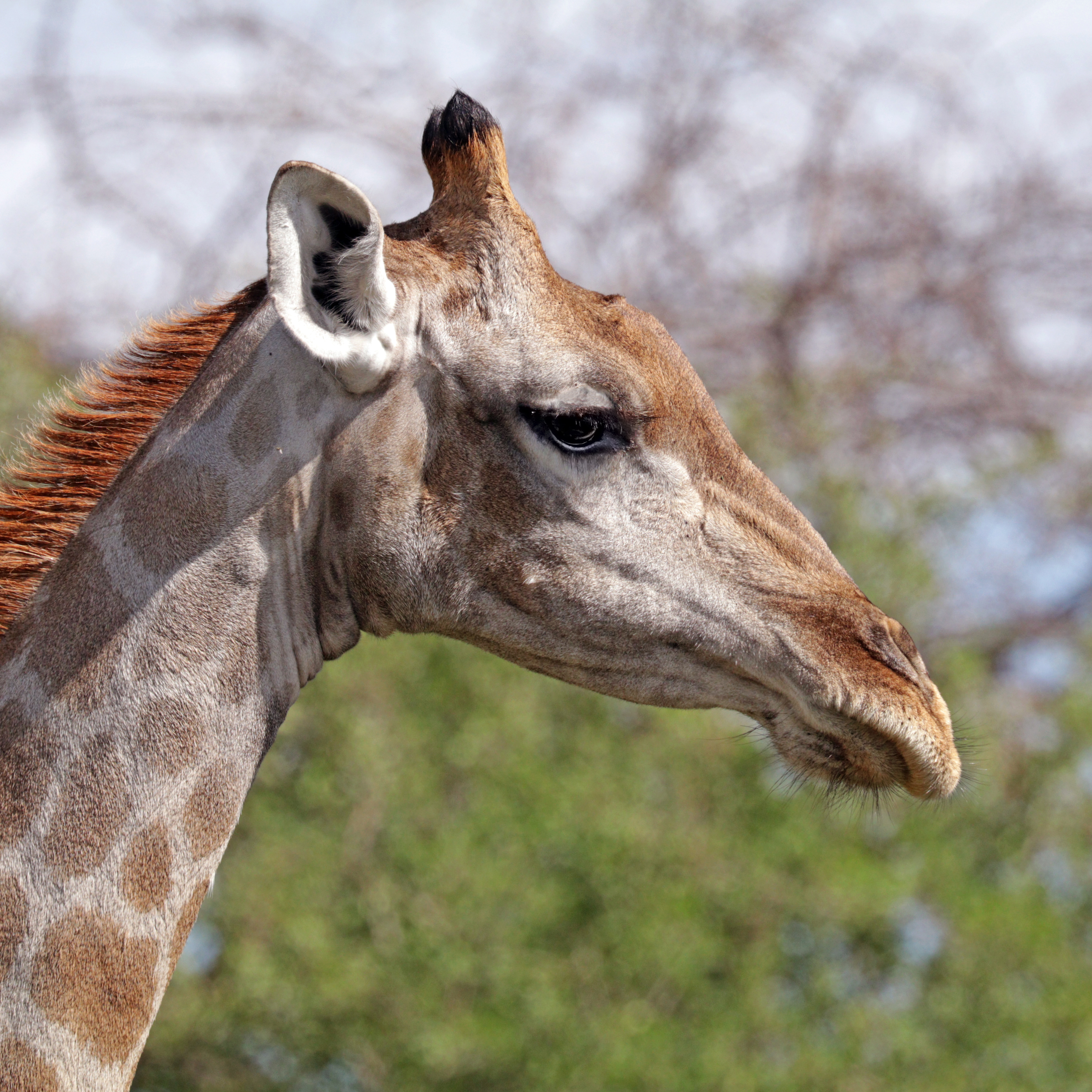
Самиця Національний парк Етоша
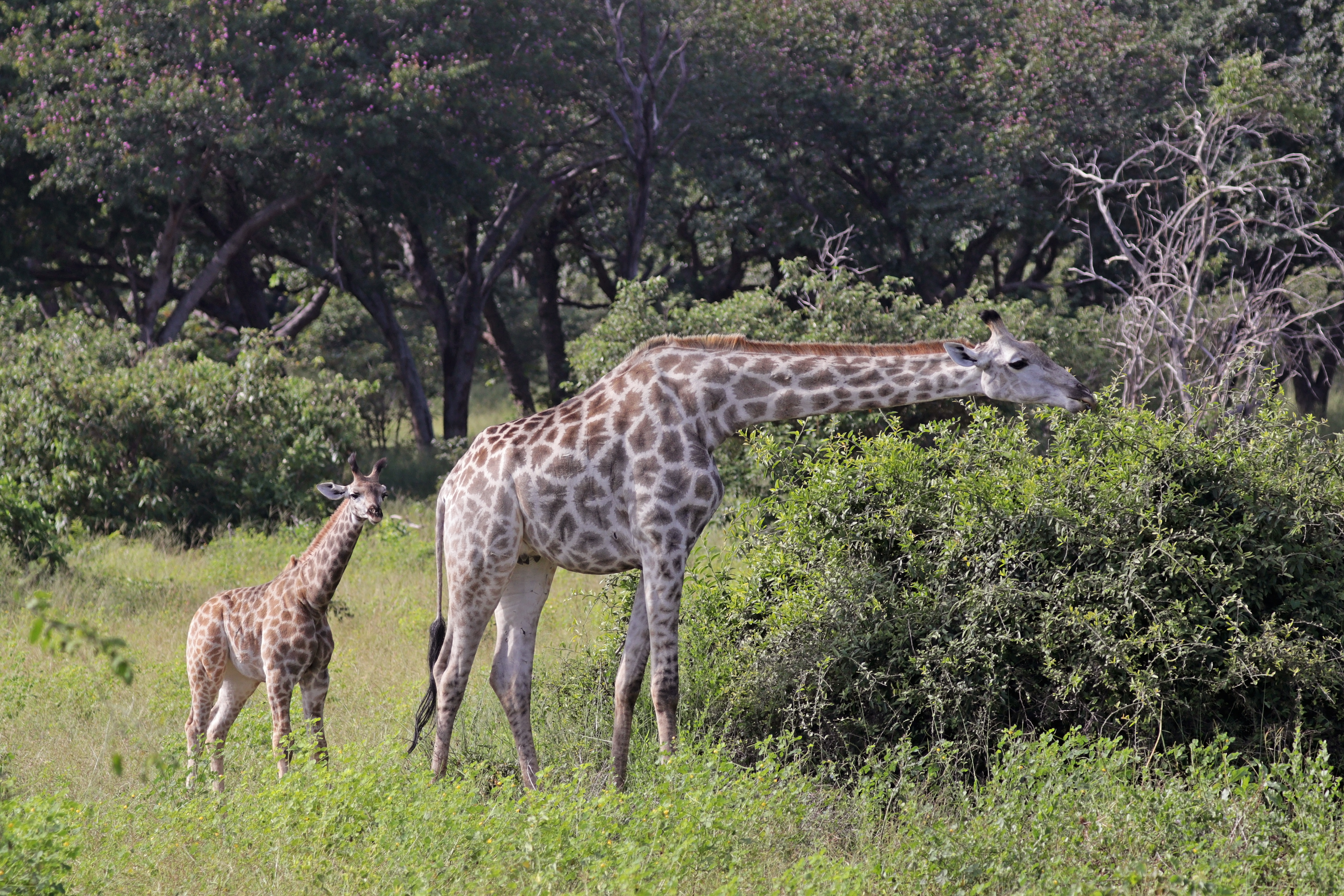
Самиця з дитинчам Національний парк Чобе